# Cearivne, Bobrîneț
Cearivne (în ucraineană Чарівне) este localitatea de reședință a comunei Cearivne din raionul Bobrîneț, regiunea Kirovohrad, Ucraina.

## Demografie
Componența lingvistică a localității Cearivne
     Ucraineană (95,11%)
     Rusă (2,45%)
     Română (2,45%)
Conform recensământului din 2001, majoritatea populației localității Cearivne era vorbitoare de ucraineană (95,11%), existând în minoritate și vorbitori de rusă (2,45%) și română (2,45%).